# Fogera
Fogera är ett distrikt i Etiopien. Det ligger i den nordvästra delen av landet, 300 km norr om huvudstaden Addis Abeba.